# Belgisch kampioenschap wielrennen voor profs b

De Belgische kampioenentrui

Het Belgisch kampioenschap wielrennen voor Profs B was een jaarlijkse wielerwedstrijd in België voor renners van 23 jaar en ouder met Belgische nationaliteit. Er werd gereden voor de nationale titel.
Tijdens de Tweede Wereldoorlog besloot de KBWB om de leeftijdscategorieën te wijzigen, daar met de Duitse bezetting het aantal wedstrijden sterk terug gedrongen zou worden. De onafhankelijken werden in 1941 vervangen door de Profs B, de Profs werden de Profs A. Om nog meer verwarring te zaaien kregen beide categorieën in 1943 opnieuw een andere naam: Profs B werd Beroepsrenners, Profs A werd Seniors. Na de oorlog kwam alles opnieuw in zijn plooi, en werden alle wijzigingen tenietgedaan.

## Erelijst
| Jaar | Plaats    | Winnaar          | 2de             | 3de             |
| 1943 | Ciney     | Marcel Rijckaert | Roger De Corte  | Julien Boeykens |
| 1942 | Dinant    | Rene Janssens    | Roger Dujardin  | Pol Verschueren |
| 1941 | Kessel-Lo | Jozef Moerenhout | Louis Busschops | Louis Poels     |